# Gymnocharacinae
Die Einteilung der Lebewesen in Systematiken ist kontinuierlicher Gegenstand der Forschung. So existieren neben- und nacheinander verschiedene systematische Klassifikationen. 
Das hier behandelte Taxon ist durch neue Forschungen obsolet geworden oder ist aus anderen Gründen nicht Teil der in der deutschsprachigen Wikipedia dargestellten Systematik.
Die Gymnocharacinae wurde eine inzwischen nicht mehr valide (anerkannte) Unterfamilie der der Echten Salmler (Characidae) bezeichnet. Die Unterfamilie hat eine bemerkenswerte, disjunkte Verbreitung und kommt in Kolumbien und Ecuador, im Oberlauf des Río Paraná im südöstlichen Brasilien und im Río Valcheta im Stromgebiet des Río Negro im mittleren Argentinien vor.

## Merkmale
Die Arten der Gymnocharacinae erreichen Körperlängen von 3,6 bis 8 cm. Diagnostische Merkmale der Unterfamilie sind das Fehlen von Zähnchen auf den Kiemenrechen, von knöchernen Höckern an den Flossenstrahlen und das Fehlen einer Fettflosse.

## Systematik
Die Unterfamilie Gymnocharacinae wurde 1910 durch den deutsch-US-amerikanischen Ichthyologen Carl H. Eigenmann mit dem Patagonischen Messingsalmler (Gymnocharacinus bergii), der am weitesten südlich vorkommenden Salmlerart, als einziger Art aufgestellt. Der französische Ichthyologe Jacques Géry meinte, Gemeinsamkeiten mit einem generalisierten Hemibrycon-ähnlichen Tetragonopterinen festzustellen, und stufte die Gruppe nur noch als Tribus Gymnocharacini ein. Miquelarena & Arámburu listeten 22 Merkmale, die Gymnocharacinus bergii von Gérys Tetragonopterinen unterschieden und gaben der Gruppe wieder den Rang einer Unterfamilie. Der argentinische Ichthyologe Juan Marcos Mirande ordnete 2009 auch die Gattungen Coptobrycon und Grundulus und 2010 auch Nematobrycon der Unterfamilie zu.

## Gattungen und Arten
Die Unterfamilie enthielt sieben Arten in vier Gattungen.
- Coptobrycon Géry, 1966
  - Coptobrycon bilineatus (Ellis, 1911)
- Grundulus Valenciennes in Cuvier & Valenciennes, 1846
  - Grundulus bogotensis (Humboldt, 1821)
  - Grundulus cochae Román-Valencia, Paepke & Pantoja, 2003
  - Grundulus quitoensis Román-Valencia, Ruiz C. & Barriga, 2005
- Gymnocharacinus Steindachner, 1903
  - Patagonischer Messingsalmler (Gymnocharacinus bergii Steindachner, 1903)
- Nematobrycon Eigenmann, 1911
  - Rotaugen-Kaisersalmler (Nematobrycon lacortei) Weitzman & Fink, 1971
  - Kaisersalmler (Nematobrycon palmeri Eigenmann, 1911)